# Lützelflüh
Lützelflüh (toponimo tedesco) è un comune svizzero di 4 165 abitanti del Canton Berna, nella regione dell'Emmental-Alta Argovia (circondario dell'Emmental).

## Monumenti e luoghi d'interesse

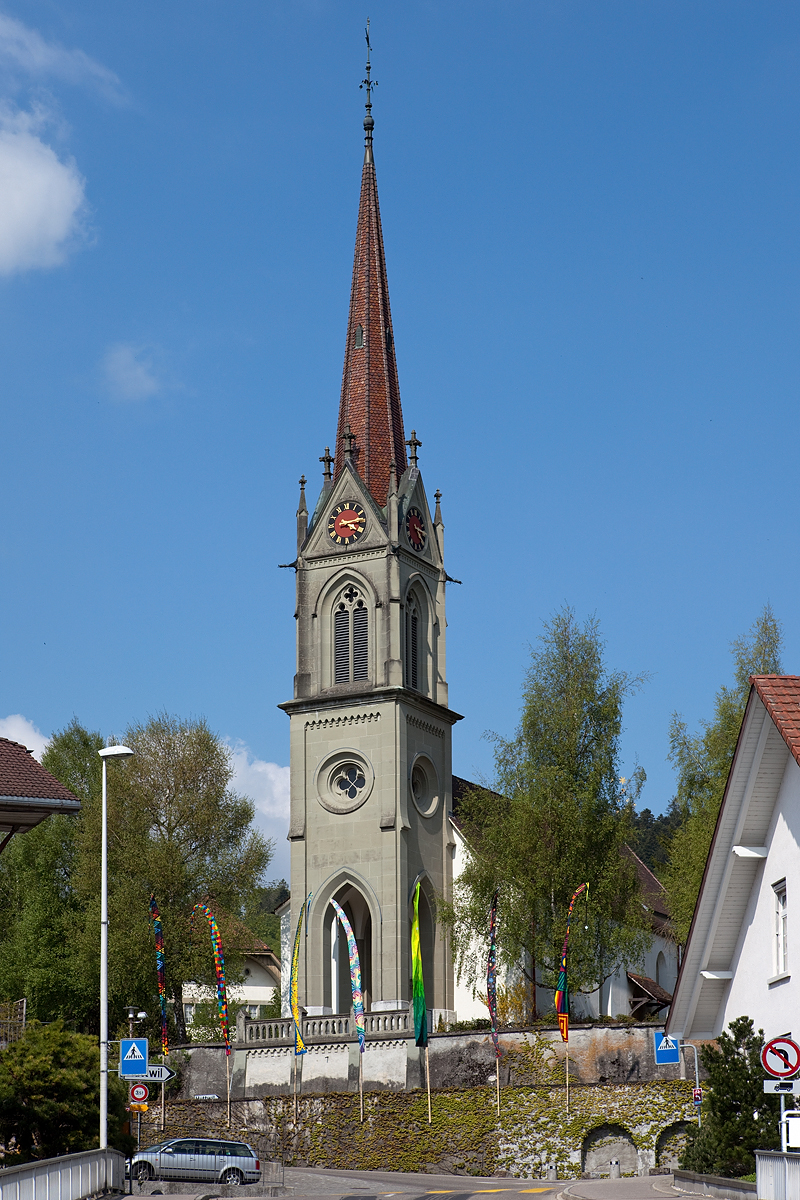
La chiesa riformata

- Chiesa riformata, attestata dal 1250[1];
- Rovine del castello di Brandis, attestato dal 1250 e distrutto nel 1798[2].

## Società

### Evoluzione demografica
L'evoluzione demografica è riportata nella seguente tabella:
Abitanti censiti

## Geografia antropica

### Frazioni e quartieri
- Flüele
- Goldbach
- Grünenmatt
- Lauterbach
- Lützelflühschachen
- Oberdorf
- Oberried
- Ramsei
- Ranflüh
- Trachselwald
- Unter-Lützelflüh (già Goldbachschachen)
- Waldhus

## Infrastrutture e trasporti

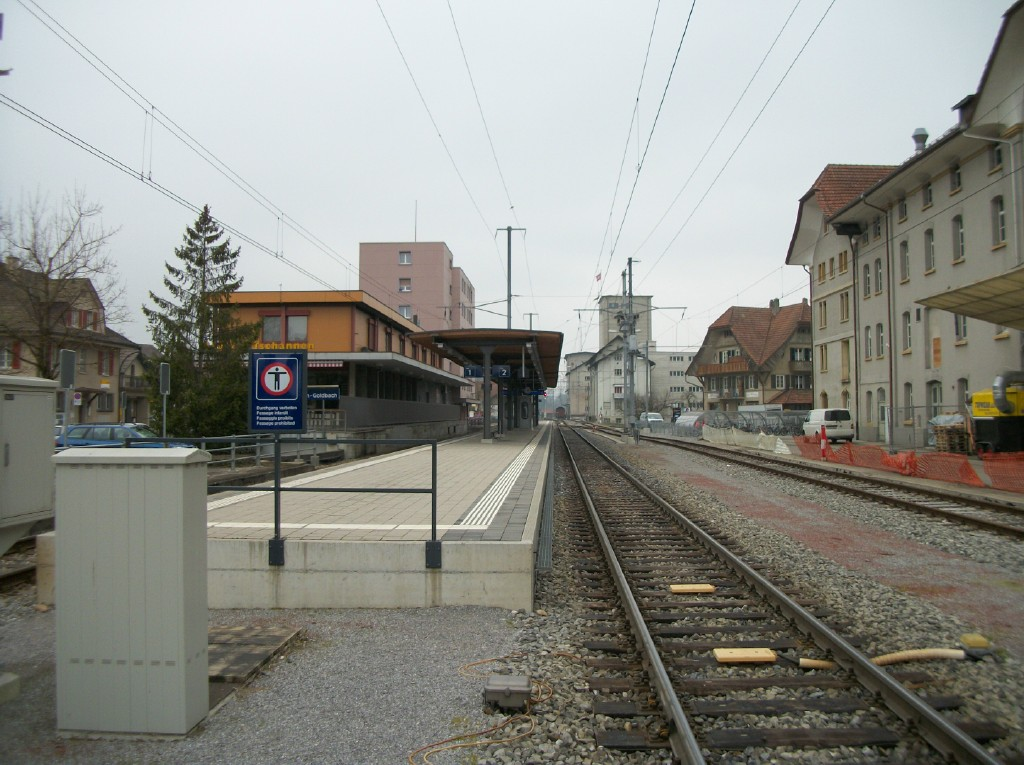
La stazione di Lützelflüh-Goldbach

Lützelflüh è servito dalle stazioni di Lützelflüh-Goldbach e di Ramsei sulla ferrovia Emmentalbahn e da quelle di Ramsei e di Grünenmatt sulla ferrovia Ramsei-Huttwil.

## Amministrazione
Ogni famiglia originaria del luogo fa parte del cosiddetto comune patriziale e ha la responsabilità della manutenzione di ogni bene ricadente all'interno dei confini del comune.